# حمزه (دزفول)
حمزه شهری از توابع بخش سردشت شهرستان دزفول در استان خوزستان ایران است.

## جمعیت
بر پایه سرشماری عمومی نفوس و مسکن در سال ۱۳۹۵ جمعیت این شهر ۶٬۰۹۱ نفر (در ۱٬۴۵۱ خانوار) بوده‌است.

## مردم
جمعیت این شهر را مردم عرب و  لر بختیاری  تشکیل می‌دهند.